# Factorinkomen
Het factorinkomen is in de economie het door deelname aan de productie gegenereerde inkomen, waarvoor een directe tegenprestatie geleverd wordt en bestaat uit de vier componenten; loon (meestal uit arbeid), huur (de inkomsten uit de exploitatie van onroerend goed) alsmede de vergoeding voor het gebruik van kapitaalgoederen, interest vergoeding op bezit en dividend, de winst uit onderneming. Factorinkomen wordt onder meer gebruikt in de berekening van de  lopende rekening in de betalingsbalans.
Factorinkomens zijn vergoedingen door het buitenland aan binnenlandse productiefactoren: betalingen door een buitenlandse onderneming van dividenden aan binnenlandse aandeelhouders of van lonen aan binnenlandse werknemers die in het buitenland verblijven zijn een plus-item.